# 四箇村 (新潟県西蒲原郡)
四箇村（しかむら）は、かつて新潟県西蒲原郡にあった村。

## 沿革
- 1889年（明治22年）4月1日 - 町村制施行に伴い西蒲原郡牧ケ花村、牧ケ花村新田、棚橋新田、佐善村、佐善村新田、佐善村弥七受、溝村、溝村新田、溝古新村、溝古新村新田が合併し、四箇村が発足。
- 1901年（明治34年）11月1日 - 西蒲原郡国上村、中島村と合併し、国上村を新設して消滅。